# Wishaw
Wishaw (gael. Camas Neachdain) – miasto w Szkocji, w North Lanarkshire.

## Historia
Początki miasta sięgają XII wieku kiedy postawiono kościół pod wezwaniem świętego Michała. Sama wieś została założona w 1794, nazywana wtedy Cambusnethan, później przemianowana na Wishawtown. 4 września 1855 roku połączono wsie Coltness i Stewarton tworząc Wishaw. W 1996 roku podczas epidemii pałeczka okrężnicy (Escherichia coli) w mieście zmarło 21 osób a zarażonych zostało około 200.

## Klimat i geografia
Wishaw leży w bardzo zaludnionym obszarze, będący sam w sobie czwartym pod względem populacji w całej Szkocji.
Miasto leży blisko centrum Szkocji. 
Klimat jest umiarkowany morski, co oznacza że zimy są łagodne ale mokre, a lato jest suche. Śnieg nie występuje regularnie zimą, choć deszcz już tak. 

## Znani ludzie
- John Higgins - szkocki snookerzysta
- Michael Moore - polityk
- Thomas Winning - szkocki kardynał
- Paul Quinn - szkocki piłkarz